# Гордиенко, Иван Прокофьевич
Иван Прокофьевич Гордиенко (26 мая 1914 — 1 августа 1977) — помощник командира взвода 797-го Зволенского ордена Суворова стрелкового полка (232-я Сибирская Сумско-Киевская ордена Ленина Краснознамённая орденов Суворова и Богдана Хмельницкого стрелковая дивизия, 40-я армия, 2-й Украинский фронт), старший сержант — на момент представления к награждению орденом Славы 1-й степени.

## Биография
Родился 26 мая 1914 года в станице Гостагаевская Анапского района Краснодарского края. Работал в колхозе.
В Красной Армии в 1935—1937 и с 1941 года. На фронте в Великую Отечественную войну с 21 октября 1943 года. Воевал на 1-м и 2-м Украинских фронтах. Участвовал в Житомирско-Бердичевской, Уманско-Ботошанской, Ясско-Кишинёвской, Пражской операциях. Освобождал Украину, Молдавию, Румынию, Венгрию, Чехословакию.
31 марта 1944 года за мужество, проявленное в боях с врагом, сержант Гордиенко награждён орденом Славы 3-й степени. 6 июня 1944 года сержант Гордиенко награждён орденом Славы 2-й степени.
29 августа 1944 года в районе села Оанц 13 километров западнее города Пьятра-Нямц его группа столкнулась с большой группой противника и приняла бой. Было отражено шесть атак противника, в результате чего уничтожено свыше двадцати немецких солдат и офицеров, захвачено три крупнокалиберных пулемёта, много другого оружия и снаряжения, при этом группа не потерял ни одного своего бойца.
Указом Президиума Верховного Совета СССР от 24 марта 1945 года за мужество, отвагу и героизм старший сержант Гордиенко Иван Прокофьевич награждён орденом Славы 1-й степени.
В 1945 году старшина Гордиенко демобилизован. Вернулся на родину. Умер 1 августа 1977 года.